# Indicatifs régionaux 732 et 848

Carte de l'État du New Jersey avec les territoires de ses indicatifs régionaux. Les indicatifs régionaux 732 et 848 sont en turquoise à l'est de l'État.

Les indicatifs régionaux 732 et 848 sont des indicatifs téléphoniques régionaux de l'État du New Jersey aux États-Unis. Ces indicatifs couvrent un territoire situé à l'est de l'État.
La carte ci-contre indique en turquoise le territoire couvert par les indicatifs 732 et 848.
Les indicatifs régionaux 732 et 848 font partie du Plan de numérotation nord-américain.

## Source
- (en) Cet article est partiellement ou en totalité issu de l’article de Wikipédia en anglais intitulé « Area codes 732 and 848 » (voir la liste des auteurs).